# Cheilopogon
Los peces voladores Cheilopogon son un género de peces beloniformes de la familia Exocoetidae.

## Especies
Se reconocen las siguientes 33 especies:
- Cheilopogon abei (Parin, 1996)
- Cheilopogon agoo (Temminck y Schlegel, 1846) - pez volador japonés
- Cheilopogon antoncichi (Woods y Schultz, 1953)
- Cheilopogon arcticeps (Günther, 1866)
- Cheilopogon atrisignis (Jenkins, 1903) - pez volador planeador
- Cheilopogon cyanopterus (Valenciennes, 1847) - pez volador bordiblanco, pez volador azul
- Cheilopogon doederleinii (Steindachner, 1887)
- Cheilopogon dorsomacula (Fowler, 1944) - pez volador de dorso manchado
- Cheilopogon exsiliens (Linnaeus, 1771) - pez volador campechano, pez volador bandeado, Urañola
- Cheilopogon furcatus (Mitchill, 1815) - pez volador de ala manchada
- Cheilopogon heterurus (Rafinesque, 1810) - pez volador mediterráneo, Juriola, pez volador de ala lunada
- Cheilopogon hubbsi (Parin, 1961) - pez volador de Hubbs
- Cheilopogon intermedius (Parin, 1961)
- Cheilopogon katoptron (Bleeker, 1865)
- Cheilopogon melanurus (Valenciennes, 1847) - pez volador atlántico, pez volador blanquito, pez volador de banda estrecha
- Cheilopogon milleri (Gibbs y Staiger, 1970) - pez volador de Guinea
- Cheilopogon nigricans (Bennett, 1840) - pez volador africano
- Cheilopogon olgae (Parin, 2009)
- Cheilopogon papilio (Clark, 1936) - pez volador mariposa
- Cheilopogon pinnatibarbatus
  - Cheilopogon pinnatibarbatus altipennis (Valenciennes, 1847)
  - Cheilopogon pinnatibarbatus californicus (Cooper, 1863) - pez volador de California
  - Cheilopogon pinnatibarbatus japonicus (Franz, 1910)
  - Cheilopogon pinnatibarbatus melanocercus (Ogilby, 1885)
  - Cheilopogon pinnatibarbatus pinnatibarbatus (Bennett, 1831) - pez volador de Bennett, pez volador cabecita
- Cheilopogon pitcairnensis (Nichols y Breder, 1935)
- Cheilopogon rapanouiensis (Parin, 1961) - pez volador de Rapanuí, pez volador pascuense
- Cheilopogon simus (Valenciennes, 1847) - pez volador
- Cheilopogon spilonotopterus (Bleeker, 1865) - pez volador jaspeado
- Cheilopogon spilopterus (Valenciennes, 1847)
- Cheilopogon suttoni (Whitley y Colefax, 1938) - pez volador de Sutton
- Cheilopogon unicolor (Valenciennes, 1847)
- Cheilopogon ventralis (Nichols y Breder, 1935)
- Cheilopogon xenopterus (Gilbert, 1890) - pez volador de puntas blancas